# Calahonda

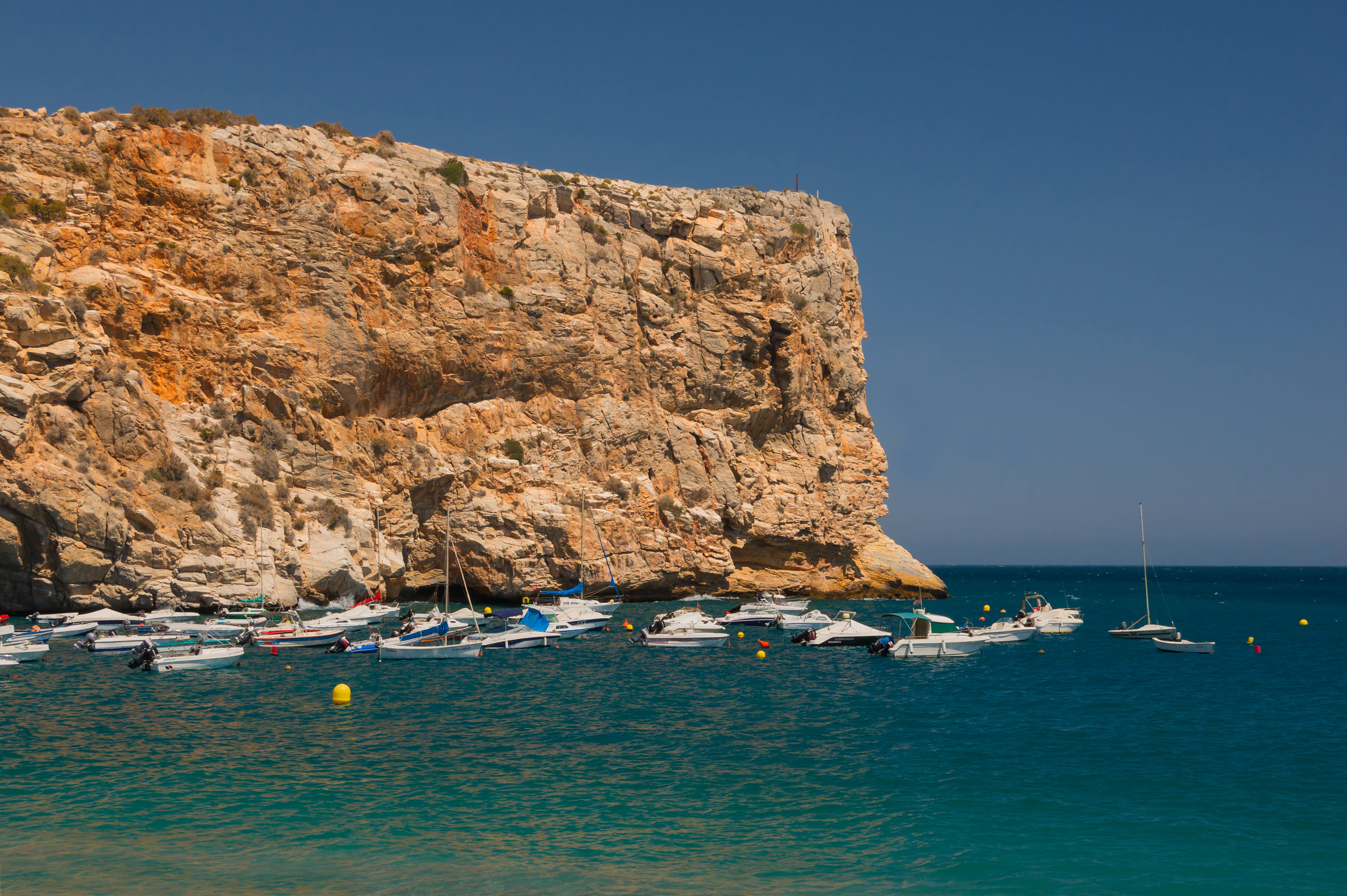
Acantilado de Calahonda.

Calahonda es una localidad española perteneciente a la entidad local autónoma de Carchuna-Calahonda, en el municipio de Motril, provincia de Granada, comunidad autónoma de Andalucía. Está situada en la parte central de la comarca de la Costa Granadina. Cerca de esta localidad se encuentran los núcleos de La Perla, Carchuna, La Chucha y Castell de Ferro.
En pleno cabo Sacratif, Calahonda es el pueblo más meridional de toda la provincia de Granada.

## Historia
Calahonda se constituyó en torno a su puerto. Las principales huellas que han llegado a la actualidad son del siglo XIX. También fue a finales de este siglo, en 1872, cuando los católicos de Calahonda dejaron de desplazarse hasta Gualchos para oír misa al terminarse de construir la iglesia de la Purísima.
Sin embargo, también posee monumentos anteriores. La atalaya del Zambullón se encuentra sobre un acantilado bastante vertical, cerca de la carretera y en dirección a Castell de Ferro, pasada la localidad de Calahonda. La construcción data del siglo XVI y su misión era proteger la embocadura del puerto de los piratas. También servía para vigilar la playa de La Rijana, cruzando su fuego con la del Llano de Carchuna a poniente y con el Fuerte de Castell a levante. Está hecha de mampostería de piedra caliza y mortero de cal. Muchos proyectos quedaron para la historia no conclusa de Calahonda, como la construcción de un nuevo arsenal en el puerto o la unión por medio de un ferrocarril de la población con la capital granadina para el tráfico de mercancías.
La cueva Bigotes, ubicada hacia el interior, cerca del cementerio, es un elemento que se creía de origen árabe, aunque debe datarse en la época de la Revolución francesa. Utilizada por un motrileño conocido como Bigotes para esconderse de las tropas invasoras tras sus actos de sabotaje contra los franceses.

## Demografía
Según el Instituto Nacional de Estadística de España, en el año 2019 Calahonda contaba con 1.671 habitantes censados, lo que representa el 2,88% de la población total del municipio.

### Evolución de la población
| Gráfica de evolución demográfica de Calahonda entre 2009 y 2019 |
|                                                                 |
| Datos según el nomenclátor publicado por el INE.                |

## Comunicaciones

### Carreteras
Las principales vías de comunicación que transcurren por esta localidad son:
| Identificador | Denominación               | Itinerario            |
| ------------- | -------------------------- | --------------------- |
| A-7           | Autovía del Mediterráneo   | Algeciras - Barcelona |
| N-340         | Carretera del Mediterráneo | Cádiz - Barcelona     |

Algunas distancias entre Calahonda y otras ciudades:
| Ciudades | Distancia (km) |
| -------- | -------------- |
| Motril   | 14             |
| Granada  | 72             |
| Almería  | 102            |
| Jaén     | 164            |
| Murcia   | 317            |

## Servicios

### Sanidad
Calahonda pertenece a la zona básica de salud de Motril, en el distrito sanitario de Granada Sur. El pueblo cuenta con un consultorio médico situado en la plaza Neptuno, n°1.

### Educación
Los centros educativos que hay en el núcleo son:
| Denominación genérica                    | Nombre del centro     | Naturaleza | Dirección              |
| ---------------------------------------- | --------------------- | ---------- | ---------------------- |
| Colegio de educación infantil y primaria | CEIP Virgen del Mar   | Público    | C/ Nautilus, s/n       |
| Centro de educación infantil             | CEI Virgen del Mar    | Privado    | C/ Álvaro de Bazán, 20 |
| Centro docente privado                   | CDP Virgen del Mar II | Privado    | Pas. de la Playa, s/n  |

## Cultura

### Fiestas
Sus fiestas populares se celebran cada año el primer fin de semana de agosto en honor a los patrones de la localidad: la Virgen del Carmen y San Joaquín.